# Huolong (köpinghuvudort i Kina, Jiangsu Sheng, lat 32,06, long 121,27)
Huolong är en köpinghuvudort i Kina. Den ligger i provinsen Jiangsu, i den östra delen av landet, omkring 230 kilometer öster om provinshuvudstaden Nanjing. Antalet invånare är 24 968. Befolkningen består av 14 138 kvinnor och 10 830 män. Barn under 15 år utgör 13,0 %, vuxna 15-64 år 66 %, och äldre över 65 år 19,0 %.
Runt Huolong är det mycket tätbefolkat, med 1 135 invånare per kvadratkilometer. Närmaste större samhälle är Sanyu, 8,3 km norr om Huolong. Trakten runt Huolong består till största delen av jordbruksmark.
Genomsnittlig årsnederbörd är 1 257 millimeter. Den regnigaste månaden är juli, med i genomsnitt 219 mm nederbörd, och den torraste är januari, med 35 mm nederbörd.